# Dongen
Dongen es un municipio situado en la provincia de Brabante Septentrional, en los Países Bajos. Tiene una población estimada, en agosto de 2024, de 27 243 habitantes.
Tiene una superficie total de 29.74 km², de los cuales 0.51 km² corresponden a superficie ocupada por agua.
El municipio fue creado el 1 de enero de 1997 por la fusión de los antiguos municipios de Dongen y Gravenmoer.